# CPU工作电压
CPU工作电压，指CPU（中央處理器）、GPU（圖形處理器）或其他具處理器的裝置，於工作時所需的电压。超頻用戶對此电压尤其關注，加大電壓可以令處理器工作速度加快，同時，處理器所發出的熱量亦隨之增加。如果兩者不能取得平衡，電腦亦無法正常運作。
早期CPU工作电压为5V，但随着工艺和科技水平的提高到Pentium III时已经降至1.7V。

## 外部連結
- Hardwareanalysis.com's article about how to increase voltage to help overclocking（页面存档备份，存于）